# Ґілліс Більдт
Барон Дідрікс Андерс Ґілліс Більдт (швед. Didrik Anders Gillis Bildt; 16 жовтня 1820 Гетеборг — 22 жовтня 1894 Стокгольм) — шведський політичний, державний, дипломатичний і військовий діяч, прем'єр-міністр Швеції з 6 лютого 1888 по 12 жовтня 1889 року. Генерал-лейтенант.

## Біографія
Народився 16 жовтня 1820 року в Гетеборзі в родині офіцера (підполковника) шведської армії Даніеля Фрідріха Більдта та Христини Єлизавети Фрьодінг. Батько Гілліса помер через 7 років після народження сина. Мати померла у 1858 році.
Його прапраправнук Карл Більдт (нар. 1949) також став прем'єр-міністром Швеції (1991 рік).

### Кар'єра
Гілліс Більдт пішов по стопах батька і зробив успішну кар'єру в армії в якості артилерійського офіцера, досягнувши звання генерал-лейтенанта.
У 1837 році закінчив Королівську військову академію у Стокгольмі та згодом приєднався до артилерійського полку в Йоталанді.
Завершив отримання вищої освіти у 1842 році в Маріберзі, де він привернув увагу принца Оскара (пізніше короля Оскара I) за його старанність і компетентність. Після закінчення університету кілька років працював викладачем математики, продовжував військову кар'єру і став депутатом Риксдагу в 1847 році.
У 1851 — лейтенант, ад'ютант короля Швеції Оскара I. У 1854 отримав чин майора, в 1856 — підполковник, в 1858 — полковник. У 1859 році став генерал-майором і був призначений першим ад'ютантом короля Карла XV. З 1875 року — генерал-лейтенант.

#### Губернаторство
Ранні політичні титули Більдта включали губернатора Готланда 1858—1862 і Губернатора Стокгольма 1862—1874.
Головною темою для Більдта була агітація за захист залізниць, зокрема маршрутів, які він вважав військовою та комерційною цінністю для Стокгольма. Він отримував підтримку по всьому місту — у Риксдагу, міській раді, фондовій біржі та серед громадян. Він також був акціонером і членом правління компанії, яка прагнула керувати залізницею між Стокгольмом і шахтами Vestmanland.
Сільське господарство було іншим предметом, близьким до його серця. У 1850 році він назвав його «найсильнішим інтересом нашої країни».
У 1864 отримав титул барон (Friherre).

#### Кар'єра дипломата і члена парламенту
Більдт був членом Риксдагу (законодавчий орган Швеції) у 1847—1874 і 1887—1894 роках. З 1867 року, коли риксдаг був розділений на дві палати, Більдт був членом верхньої (Första kammaren).
У 1874—1886 роках — посол в Німеччині. Білдт зміцнив зв'язки між Швецією та новою Німецькою імперією, уклавши двосторонні угоди з таких питань, як пошта, телеграф, питання екстрадиції та моряків.
У 1886 році став граф-маршалом Швеції.

#### Прем'єр-міністр
6 лютого 1888 року зайняв пост прем'єр-міністра Швеції. Будучи прихильником помірного протекціонізму, прагнув досягти консенсусу, а не займатися політикою поділу, тому запросив до сформованого ним кабінету міністрів, як представників вільної торгівлі, так і протекціоністів.
Під його керівництвом уряд запровадив захисні мита. 12 жовтня 1889 року пішов у відставку.
Помер 22 жовтня 1894 року в Стокгольмі.

## Нагороди
- орден Серафимів (1873)[12]
- орден Меча (1861, 1872)[13]
- кавалер Великого хреста ордена Святого Олафа (1864)[14]
- орден Чорного орла (1894)[15]
- орден Корони[16]
- орден Меджида[17]
- Великий Хрест ордену Почесного легіону[18]